# Extinción del contrato de trabajo (Argentina)
La extinción del contrato de trabajo es su desaparición como tal y el cese, por ende, de los derechos y obligaciones que el mismo implicaba para el trabajador y el empleador, sin perjuicio de que puedan sobrevivir temporalmente algunos accesorios y de que, según sea el caso, por el hecho y el modo de la extinción puedan nacer incluso créditos a favor del trabajador o sus causahabientes o del empleador. Como la regulación de los hechos que producen la extinción del contrato de trabajo y las consecuencias en cada caso dependen de cada legislación, existen diferencias según sea el país cuya normativa deba aplicarse.
Este artículo se refiere exclusivamente a la extinción de los contratos de trabajo que por haberse ejecutado en la Argentina, se rigen por las leyes de este país. En el Derecho argentino la extinción del contrato laboral se encuentra regulado por la ley de contrato de trabajo (en adelante la LCT) aprobada por la ley 20.744 en 1974, con algunas reformas posteriores y disposiciones complementarias. En 1975 se dictó el decreto 390/76 que aprobó un texto ordenado que recoge esas reformas, por lo cual a veces se la menciona como ley 20744 (t.o. decreto 390/76).

## Por voluntad de las dos partes

### Por acto expreso
La extinción del contrato de trabajo por mutuo acuerdo solo podrá realizarse mediante escritura pública o ante la autoridad judicial o administrativa del trabajo, siendo condición de validez la presencia personal del trabajador (art. 241 LCT).

### En forma tácita
Se considerará que la relación laboral ha quedado extinguida por voluntad concurrente de las partes, si ello resultase del comportamiento concluyente y recíproco de las mismas, que traduzca inequívocamente el abandono de la relación (art 241 lct Archivado el 15 de febrero de 2016 en Wayback Machine.). Se trata del caso en que el trabajador deja de trabajar y transcurre un lapso razonable sin que él ni su empleador hagan manifestación alguna acerca del vínculo. En esas circunstancias cualquiera de las partes puede, sin responsabilidad indemnizatoria, invocar que el vínculo ha quedado extinguido.

## Por voluntad de una de las partes

### Despido decidido por el empleador o el trabajador

#### Concepto general
El régimen vigente para la generalidad de los trabajadores, y que tiene como antecedente principal la ley 11.729 del año 1932, es el de la estabilidad relativa, esto es que en caso de despido solo tienen derecho al cobro de una indemnización. La excepción son los representantes sindicales, para los cuales existe un sistema de estabilidad absoluta. Resulta así que los delegados del personal, las comisiones internas y organismos similares que ejercen sus funciones en el lugar de trabajo así como los trabajadores que, por ocupar cargos electivos o representativos en asociaciones sindicales con personería gremial, en organismos que requieran representación gremial, o en cargos políticos en los poderes públicos, dejen de prestar servicios, no pueden ser despedidos durante el término de un año a partir de la cesación de sus mandatos (art. 50 y 51 ley 23.551), a menos que se invoca justa causa y hay una autorización judicial previa (art. 52 ley 23.551). Una de las partes podrá hacer denuncia del contrato de trabajo en caso de inobservancia por parte de la otra de las obligaciones resultantes del mismo que configuren injuria y que, por su gravedad, no consienta la prosecución de la relación. La valoración deberá ser hecha prudencialmente por los jueces, teniendo en consideración el carácter de las relaciones que resulta de un contrato de trabajo, según lo dispuesto en la presente ley, y las modalidades y circunstancias personales en cada caso (art. 242 LCT). Si la rescisión la decide el empleador se le denomina despido directo y si lo es por el trabajador se la llama despido indirecto o colocarse en situación de despido y en ambos casos si existió un incumplimiento de sus obligaciones por el empleador nace el derecho del trabajador a ser indemnizado.

#### El preaviso
El preaviso es la notificación anticipada que una de las partes del contrato de trabajo hace a la otra de que va a rescindir el vínculo. El preaviso no puede retractarse, salvo acuerdo de partes (art. 234 LCT) y solo puede probarse por escrito (art. 235 LCT). Durante el preaviso subsistirán las obligaciones emergentes del contrato de trabajo (art. 238 LCT). Cuando la rescisión obedece a una causa justificada no rigen la obligación de preavisar ni la de abonar la indemnización sustitutiva. El plazo del preaviso por el empleador es de quince días cuando el trabajador se encontrare en período de prueba; de un mes cuando el trabajador tuviese una antigüedad en el empleo que no exceda de cinco años y de dos meses cuando fuere superior (art. 231 LCT). Los plazos correrán a partir del día siguiente al de la notificación del preaviso (art. 233 LCT). La parte que omita el preaviso o lo otorgue de modo insuficiente deberá abonar a la otra una indemnización substitutiva equivalente a la remuneración que correspondería al trabajador durante esos plazos (art. 232 LCT). Esta norma obliga tanto al trabajador como al empleador. Cuando la extinción del contrato de trabajo dispuesta por el empleador se produzca sin preaviso y en fecha que no coincida con el último día del mes, la indemnización sustitutiva debida al trabajador se integrará con una suma igual a los salarios por los días faltantes hasta el último día del mes en el que se produjera el despido. La integración del mes de despido no procederá cuando la extinción se produzca durante el período de prueba establecido en el artículo 92 bis (art. 233 LCT).

#### Indemnización por despido sin justa causa
En los casos de despido sin justa causa el trabajador es acreedor a una indemnización de un mes de sueldo por cada año de servicio o fracción mayor de tres meses, tomando como base la mejor remuneración mensual, normal y habitual devengada durante el último año o durante el tiempo de prestación de servicios si este fuera menor. Dicha base no podrá exceder el equivalente de tres veces el importe mensual de la suma que resulte del promedio de todas las remuneraciones previstas en el convenio colectivo de trabajo aplicable al trabajador. Ese importe será fijado y calculado por el Ministerio de Trabajo, Empleo y Seguridad Social.´ Para los trabajadores remunerados a comisión o con remuneraciones variables y para los excluidos del convenio colectivo de trabajo el tope será el del convenio aplicable al establecimiento donde preste servicios o al convenio más favorable, en el caso de que hubiera más de uno. El importe de la indemnización en ningún caso podrá ser inferior a un mes de sueldo calculado sobre la base del sistema establecido en el primer párrafo (art. 245 LCT). Cuando el trabajador se considerara despedido con justa causa, tendrá derecho a las indemnizaciones por antigüedad, falta de preaviso e integración del mes de despido (art. 246 LCT). La Corte Suprema de Justicia de la Nación declaró la inconstitucionalidad del límite a la base salarial previsto en el art. 245 de la LCT y dispuso que la base de cálculo no podía ser inferior al 67% de la remuneración real del trabajador.

### Renuncia del trabajador
La renuncia del trabajador a su empleo, medie o no preaviso, solo tendrá validez si se expresa mediante uno de estos medios: a) telegrama colacionado, que será expedido en forma gratuita, cursado personalmente por el trabajador a su empleador o b) ante la autoridad administrativa del trabajo, la cual dará inmediata comunicación de la misma al empleador (art. 240 LCT). La mujer trabajadora con antigüedad en el empleo mayor a un año que, vigente la relación laboral, tuviera un hijo y continuara residiendo en el país podrá rescindir su contrato de trabajo, percibiendo una compensación por tiempo de servicio equivalente al veinticinco por ciento de la remuneración de la trabajadora, calculada en base al sistema fijado en el art. 245 por cada año de servicio, la que no podrá exceder de un salario mínimo vital por año de servicio o fracción mayor de tres meses, salvo que los estatutos profesionales o convenciones colectivas de trabajo le otorguen un mayor beneficio (arts. 183 y 185 LCT). El mismo beneficio es de aplicación para la madre en el supuesto justificado de cuidado de hijo enfermo menor de edad a su cargo, con los alcances y limitaciones que establezca la reglamentación (art. 183 LCT). Esta parte de la norma no es operativa porque esa reglamentación no ha sido todavía dictada. El periodista profesional que renuncia al empleo dando el correspondiente preaviso tiene derecho a una compensación de medio mes de sueldo por cada año de servicio que exceda de cinco años, con un tope de tres meses de sueldo (art. 46 ley 12.908). El empleado administrativo de empresas periodísticas que renuncia al empleo dando el correspondiente preaviso tiene derecho a una compensación de medio mes de sueldo por cada año de servicio que exceda de cinco años, con un tope de tres meses de sueldo (art. 14 decreto-ley 12.839/46).

## Por muerte de una de las partes

### Muerte del trabajador
La muerte del trabajador extingue el contrato de trabajo y el empleador deberá abonar una indemnización igual a la mitad de la prevista en el art. 245 a las personas que se expresan y en el siguiente orden de prelación: :1) la viuda o el viudo, en concurrencia con los hijos y con los nietos correspondientes a hijos premuertos; :2) los padres; :3) los hermanos. A los efectos indicados, queda equiparada a la viuda, para cuando el trabajador fallecido fuere soltero o viudo, la mujer que hubiese vivido públicamente con el mismo, en aparente matrimonio, durante un mínimo de dos años anteriores al fallecimiento. Tratándose de un trabajador casado y presentándose la situación antes contemplada, igual derecho tendrá la mujer del trabajador cuando la esposa por su culpa o culpa de ambos estuviere divorciada o separada de hecho al momento de la muerte del causante, siempre que esta situación se hubiere mantenido durante los cinco años anteriores al fallecimiento (art. 248 LCT y art. 38 del Decreto-ley 18.037/69, texto ordenado 1974). Esta indemnización es independiente de la que se reconozca a los causa-habientes del trabajador por la ley de accidentes de trabajo, según el caso, y de cualquier otro beneficio que por las leyes, convenciones colectivas de trabajo, seguros, actos o contratos de previsión, le fuesen concedidos a los mismos en razón del fallecimiento del trabajador (art.248 LCT).

### Muerte del empleador
Se extingue el contrato de trabajo por muerte del empleador cuando sus condiciones personales o legales, actividad profesional y otras circunstancias hayan sido la causa determinante de la relación laboral y sin las cuales ésta no podría proseguir. En este caso, el trabajador tendrá derecho a percibir la mitad de la indemnización prevista en el art. 245 de esta ley (art. 249 LCT). Esta norma, de interpretación restrictiva se aplicó, por ejemplo, respecto del personal de un profesional con título habilitante (escribano, abogado, médico, etc.) que fallece.

## Por vencimiento del plazo
Cuando la extinción del contrato se produjera por vencimiento del plazo asignado al mismo, mediando preaviso y estando el contrato íntegramente cumplido el trabajador será acreedor a la mitad de la indemnización prevista en el art. 245, siempre que el tiempo del contrato no haya sido inferior a un año (arts. 95 y 250 LCT). 

## Extinción en caso de quiebra o concurso del empleador
Si la quiebra del empleador motivara la extinción del contrato de trabajo y aquella fuera debida a causas no imputables al mismo, la indemnización correspondiente al trabajador será la mitad de la prevista en el art. 245 . En cualquier otro supuesto dicha indemnización se calculará conforme a los previstos en el art. 245. La determinación de las circunstancias a que se refiere este artículo será efectuada por el juez de la quiebra al momento de dictar la resolución sobre procedencia y alcances de las solicitudes de verificación formuladas por los acreedores (art. 251 LCT).

## Por inhabilidad o incapacidad del trabajador

### Inhabilidad del trabajador
Tratándose de un trabajador que contare con la habilitación especial que se requiera para prestar los servicios objeto del contrato, y fuese sobrevinientemente inhabilitado, en caso de despido será acreedor a la mitad de la indemnización prevista en el art. 245, salvo que la inhabilitación provenga de dolo o culpa grave e inexcusable de su parte (art. 254 LCT). Es el caso del chofer que pierde la licencia para conducir, el médico al que se le retira la licencia para ejercer, etc.

### Incapacidad del trabajador
En caso de que no pueda trabajar como consecuencia de un accidente o enfermedad inculpable (esto significa, no relacionados con el trabajo), el trabajador tiene derecho a percibir su remuneración durante un período de tres meses, si su antigüedad en el servicio fuere menor de cinco años, y de seis meses si fuera mayor. En los casos que el trabajador tuviere carga de familia esos períodos se extenderán a seis y doce meses respectivamente (art. 208 LCT). Vencidos los plazos de interrupción del trabajo por causa de accidente o enfermedad inculpable, si el trabajador no estuviera en condiciones de volver a su empleo, el empleador deberá conservárselo durante el plazo de un año contado desde el vencimiento de aquellos. Vencido dicho plazo, la relación de empleo subsistirá hasta tanto alguna de las partes decida y notifique a la otra su voluntad de rescindirla. La extinción del contrato de trabajo en tal forma, exime a las partes de responsabilidad indemnizatoria (art. 211 LCT). Vigente el plazo de conservación del empleo, si del accidente o enfermedad resultase una disminución definitiva en la capacidad laboral del trabajador y este no estuviere en condiciones de realizar las tareas que anteriormente cumplía, el empleador deberá asignarle otras que pueda ejecutar sin disminución de su remuneración. Si el empleador no pudiera dar cumplimiento a esta obligación por causa que no le fuere imputable, deberá abonar al trabajador una indemnización igual a la mitad de la prevista en el art. 245 de esta ley. Si estando en condiciones de hacerlo no le asignare tareas compatibles con la aptitud física o psíquica del trabajador, estará obligado a abonarle una indemnización igual a la establecida en el art. 245 de esta ley. Cuando de la enfermedad o accidente se derivara incapacidad absoluta para el trabajador, el empleador deberá abonarle una indemnización de monto igual a la expresada en el art. 245 de esta ley. Este beneficio no es incompatible y se acumula con los que los estatutos especiales o convenios colectivos puedan disponer para tal supuesto (art. 212 LCT). Cuando el trabajador fuese despedido por incapacidad física o mental para cumplir con sus obligaciones, y la misma fuese sobreviniente a la iniciación de la prestación de los servicios, la situación estará regida por lo dispuesto en el artículo 212 de esta ley.